# Front de libération de Raqqa
Le Front de libération de Raqqa (arabe : جبهة تحرير الرقة, Jabhat Tahrir al-Raqqa) était une chambre rebelle d'opérations militaires, formée en décembre 2012 dans le gouvernorat de Raqqa pendant la guerre civile syrienne et active jusqu'en 2014.

## Composition
Formé en décembre 2012, le Front de libération de Raqqa est une chambre d'opérations rebelle comprenant des groupes affiliés à l'Armée syrienne libre et des katiba islamistes indépendantes. Il est composé des groupes suivants :
- Brigade al-Farouq (Armée syrienne libre)[2],[3]
- Brigade des révolutionnaires de Raqqa (Armée syrienne libre)[2],[3],[4]
- Brigade Ahfad al-Rassoul (Armée syrienne libre)[2],[3]
- Liwa Rayat al-Nasr (Armée syrienne libre)[2],[3]
- Brigade al-Muntasir Billah (Armée syrienne libre)[2],[3]
- Brigade al-Qassam[3]
- Brigade Shaykh al-Islam[3]
- Brigade des chevaliers de l'Euphrate[3]
- Brigade Huthayfa ibn al-Yaman[3]
- Brigade Resafa[3]